# Sitio de Barcelona (985)
El sitio de Barcelona fue un enfrentamiento militar librado durante julio de 985, entre las fuerzas del Califato de Córdoba mandadas por Almanzor y las del Condado de Barcelona dirigidas por el vizconde Udalardo. Finalizó con la victoria de las tropas musulmanas y la destrucción al menos parcial de la ciudad homónima.

## Antecedentes
El conde barcelonés Suniario I firmó la paz con el califa Abderramán III a cambio de someterse a su autoridad. Su hijo y sucesor, Borrell II, renovó su relación de vasallaje enviando embajadas a Córdoba en 950, 966, 971 y 974 ante este califa y su hijo y sucesor, Alhakén II.
A diferencia de los arcaicos condados vecinos, Barcelona prosperó al controlar el comercio entre el Califato y el Imperio carolingio e incluso avanzó lentamente en la colonización cristiana de su frontera sur al no sufrir los embistes que padecían León o Navarra. Esto terminó cuando ascendió al poder el háyib Almanzor en 976.
Ante el caos desatado por la muerte del anterior califa y el ascenso al trono de un niño, Hisham II, los cristianos aprovecharon para avanzar sobre la frontera musulmana. En Córdoba hubo quienes quisieron establecer una línea defensiva en el Guadiana y abandonar las tierras ubicadas al norte, como el regente visir Yáfar al-Mushafi. Pero ante las súplicas de los pobladores de la frontera, hubo quienes optaron por responder con agresividad, encabezados por el háyib. La superioridad militar, económica y cultural del Califato pronto se hizo patente y le permitió llevar «una auténtica política del terror» contra los Estados cristianos.

### Régimen amirí
Este se hizo con el poder de facto en el califato tras derrotar a su suegro, el general Gálib, en una breve guerra civil en 981. Por apoyar a su suegro, Almanzor decidió castigar al Reino de León centrando sus ataques contra él entre 981 y 986. Se produce una breve guerra civil en dicho reino en 982-985, entre el rey Ramiro III y su primo Bermudo II, la que es más una lucha entre «dos influencias»: la castellana de Ramiro y la portuguesa de Bermudo. Ramiro demostró ser un rey débil que no puede encarar la sublevación gallega ni la «semi-independencia» castellana. Su primo, vencedor y sucesor tampoco resultaría mucho mejor. Por estos ataques, la frontera cristiana se repliega hasta el norte del Duero.
El háyib lanzó tres ataques específicamente al condado barcelonés, en 978, 982 y 984, al parecer allanando el camino para la gran expedición contra Barcelona. Estos se centraron en Tarragona. En la primera aceifa hizo 3000 cautivas en Pamplona y la llanura de Barcelona y en la segunda devastó Gerona después de vencer a castellanos y navarros. De la tercera, la mayoría de los estudiosos dicen que fue hacia Sepúlveda aunque volvió por Barcelona.
A pesar de esto, el condado siguió manteniéndose abierto al comercio con Córdoba, sin responder, pero el háyib necesitaba constantes campañas para mantener ocupado a su enorme ejército y pagarles con el botín.

### Organización del Califato
El Califato se dividía usualmente en coras (kuwar, singular kura) administradas por un gobernador civil (wali) nombrado por Córdoba, aunque solía ser miembro de la aristocracia local y formaba «una especie de gobierno califal en miniatura», pudiendo ejercer su gobierno con poca o ninguna interferencia exterior si lo hacía bien, «convirtiendo a su provincia en un pequeño estado autónomo». En las fronteras estaban las marcas (tugur, sing. tagr), territorios estaban más lejos de la capital y solían ser más difíciles de controlar. Mayores que una cora, pero con menos población y riqueza, sus habitantes vivían en ciudades fortificadas (qala). Sus gobernantes eran generales (qaid) poco sumisos, de ahí las constantes aceifas, no sólo eran para golpear a los cristianos sino también para intimidar a estos militares con capacidad de crear «principados independientes». Eran tres en el siglo X: la Marca Superior, con capital en Zaragoza, la Marca Media, con capital en Medinaceli, y la Marca Inferior, con capital en Coímbra o Coria.

## Asedio
El 5 de mayo de 985, Almanzor salió de Córdoba siguiendo la costa mediterránea con dirección a Tarragona. El conde le sale al paso para intentar detenerlo, pero es vencido. El ejército califal era demasiado grande y numeroso. Su señor, el rey franco Lotario, no quiso ayudarle, lo que indica la ruptura de la relación entre ambos.
Las regiones catalanas de Panadés, Llobregat y Vallés fueron asoladas y los monasterios de San Cugat del Vallés, San Pablo del Campo y San Pedro de las Puellas, alrededor de la capital condal, son destruidos y sus comunidades masacradas, al parecer por degollamiento. En el de San Cugat del Vallés quedaron nueve monjes esperando su embate y todos son asesinados. En el de San Pedro de las Puellas todas las monjas y la madre abadesa son pasadas por las armas. Los campesinos de las comarcas vecinas buscaron refugio detrás de los grandes muros barceloneses. Venían de Moncada, Ripollet, Sardañola, Vilapicina y San Cugat.
El 1 de julio Almanzor comienza el asedio. La primera embestida es rechazada. La reducida guarnición estaba comandada por el vizconde Udalardo. No se podía escapar por mar pues la flota califal tenía bloqueado el puerto. Entre tanto, almajaneques tiraban cabezas humanas en lugar de piedras, unas mil diarias según las crónicas de la época. Todo acaba el 6 de julio, cuando se produce un feroz asalto. La urbe es saqueada, los habitantes masacrados o llevados como esclavos a Córdoba. En el camino de retorno los musulmanes vuelven a saquear el territorio.
El 23 de julio Almanzor volvió victorioso a Córdoba.

## Consecuencias
La invasión fue considerada un acontecimiento apocalíptico por sus contemporáneos. Tarragona acaba siendo abandonada. La posición procordobesa del conde se había demostrado fallida. Este quiso renovar su lealtad al rey franco Luis V a cambio de protección militar. Pero la crisis surgida por la extinción de la dinastía carolingia y su sustitución por los Capetos lo impidió. Borrell terminaría por romper su relación de vasallaje con el rey franco Hugo Capeto después de que este le negara ayuda, proceso que se daría en los demás condados pirenaicos tras vivir sus propios ataques –Aragón en 999–.
Prueba de la riqueza del condado fue su capacidad de pagar con monedas el rescate de los nobles prisioneros en los años siguientes. Entre ellos estaba el vizconde. Según las crónicas fueron 70 000 cautivos.
Almanzor inmediatamente volvió a centrar su atención en León (986-989) y Castilla (989-995) hasta lograr su sometimiento. En 997 destruye Santiago de Compostela. Pamplona renovó su vasallaje en 995 pero el háyib, a partir de 998, empezó a centrar su atención en Navarra y Aragón, saqueando ambos territorios al año siguiente. Murió en 1002 tras realizar 56 campañas sin nunca ser vencido.

...hubo muy pocos lugares, prácticamente sólo la costa cantábrica, que se libraran de las expediciones del ejército cordobés.

En 1003 el hijo y sucesor de Almanzor, Abd al-Málik al-Muzáffar, nuevamente atacaría las tierras catalanas, donde destruyó fortalezas en Panadés y saqueó Manresa. Tres años después devastaba los vecinos condados de Sobrarbe y Ribagorza.